# Adventivväxt
Adventivväxter eller ruderatväxter är växter som inte tillhör växtplatslandets egen flora, utan som inkommit med handelsvaror, ballast eller liknande. De brukar vanligtvis snart försvinna.
Ruderatväxt är också benämning på växt som frodas där avfall lämnas, t. ex. på kajer, bangårdar, soptippar m. m., och i allmänhet som ogräs på kväverik, röjd mark. Inte minst bland korgblommiga och mållväxter finns många ruderatväxter, bl. a. hamnsenap och svinmålla.